# Juan Bernabé Molina

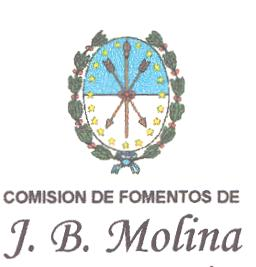
Brasão da comuna de Juan Barnabé Molina

Juan Bernabé Molina é uma comuna da província de Santa Fé, na Argentina. Em 2010, possuía uma população de 1 265 habitantes.